# Míchov
Míchov (in tedesco Michow) è un comune della Repubblica Ceca facente parte del distretto di Blansko, in Moravia Meridionale.